# Rotala cordata
Rotala cordata är en fackelblomsväxtart som beskrevs av Emil Bernhard Koehne. Rotala cordata ingår i släktet Rotala och familjen fackelblomsväxter. Inga underarter finns listade i Catalogue of Life.